# Haller, Luxemburg
Haller är en ort i Luxemburg.   Den ligger i distriktet Grevenmacher, i den centrala delen av landet, 25 kilometer norr om huvudstaden Luxemburg. Haller ligger 352 meter över havet och antalet invånare är 223.
Terrängen runt Haller är platt åt sydväst, men åt nordost är den kuperad.  Närmaste större samhälle är Ettelbruck, 13,4 kilometer väster om Haller. 
I omgivningarna runt Haller växer i huvudsak blandskog. Runt Haller är det ganska tätbefolkat, med 60 invånare per kvadratkilometer.